# Мунги, Ахмед
Мунги, Ахмед (1843, Кубачи — 1915, Кубачи) — даргинский поэт, певец, мастер короткосюжетного стиха, большой эпической и лирической песни. В его творчестве затронуты самые разнообразные стороны жизни дагестанского аула конца XIX — начала XX веков. Противоречия, вызвавшие, с одной стороны, усиление эксплуатации трудящихся, с другой — протест народа, отразились в поэзии Мунги Ахмеда.

## Биография
Ахмед Мунги родился в 1843 году в ауле Кубачи (ныне в Дахадаевском районе Дагестана), известном своими златокузнецами. Он и сам был умелым мастером. Ахмед ещё в детстве лишился родителей и воспитывался у своего дяди Ибрагима. С ним он в возрасте 10 лет отправился в Персию в город Тебриз, в Кубачи они возвращались каждые 2 года. Ещё в детстве у Ахмеда был талант к музыке, хорошо играл на чугуре и пел песни. В 1862 г. он вместе с дядей вернулся в Кубачи. К этому времени Ахмед уже стал известным певцом и в родном ауле без его участия не проходила ни одна свадьба. Когда в Кубачи приезжал его друг Омарла Батырай, оба певца состязались в своём искусстве, каждый приезд Батырая становился праздником для кубачинцев. в начале XX века он побывал в Париже с целью заработка, об этой поездке он поёт в песне "Мадам". Поэт отрицательно относился к религии, он также написал несколько стихов, про муллу села.

### В Париже
Мунги Ахмеду, как мастеру, часто приходилось вместе с другими кубачинцами сбывать свой товар на рынках Европы. Описывая лично пережитое, поэт дает реалистическую картину жизни кустарей. Результатом его поездки в Париж явилось стихотворение «Поехал я в Париж» (Видажид ду Пагьрижле). В Париже поэт был обманут француженкой. Разврат, моральное разложение, обман, буржуазная прогнившая цивилизация — таким предстал перед ним Запад. И тогда сильней заговорила в нем любовь к Родине и целомудренное отношение к простои, честной, доброй, нравственно чистой горянке. Прием сопоставления, мастерски использованный поэтом, дал возможность нарисовать конкретные образы двух женщин:
Белотелую мадам Я, 

оставив для мусье, 

Посоветовал друзьям 

Ум в Париже не терять.

Есть у нас свои мадам 

В Дагестане среди гор.

И любовь не носят там 

Для продажи на базар
Мунги Ахмед умер в родном ауле Кубачи в 1915 году.

## Творчество
Автор песен "Мадам", "В день смерти осла", "Песня молодых кубачинцев" и других. Многие его песни не дошли до наших дней. Впервые песни Ахмеда были собраны и напечатаны в даргинском альманахе «Дружба» (№ 4, 1959).
Значительное место в его творчестве занимает сатира. Сатирические образы Мунги Ахмеда взяты из реальной жизни. Кунди, Имима и Гаджи — герои его песен — реальные лица, жившие в ауле Кубачи. Сопоставив их с умелыми мастерами, он поднимается до широких обобщений. У отрицательных героев отвратительная внешность: толстые губы, лысая голова, маленькие глаза.
Основным приемом сатирических стихов его является заострение, гиперболизация отрицательных черт. Поэт высмеивает односельчанина Кунди, в котором притупились все человеческие чувства. Цель его жизни — накопление богатств. Жадный Кунди берет в жены пожилую вдову, чтобы ее богатство присоединить к своему. Он за всю свою жизнь никого не позвал в гости и никому не дал куска хлеба. В ауле знают, что он низкий человек, но его богатство заставляет односельчан относиться к нему с почетом. В песне «Бутылка без дна» (ЛутӀе вибакмва шуша) поэт высмеивает лентяев, зазнаек, себялюбцев:
Бутылка без дна. Кувшин без ручки, 

Галоши без верха, Кувшинчик без низа. 

Сорочка без воротника, Глаза без ресниц. 

Плоское лицо без усов. Сывороткой полный бурдюк, 

Шапка без подкладки, Карман полный табаком, 

Чунгур без струн, Гармошка без полоса, 

Работу не любящий лентяй. Гордиться тебе нечем!
В поэзии Мунги Ахмеда встречаются и философские раздумья о жизни и смерти, раздумья о смысле существования человека. В стихотворении «Дерево» («Тутта») символический образ дерева уподобляется человеку. Дерево гордо стоит в большом лесу, но вот — приходит смерть. Его не оплакивает никто, хотя его «родня» так многочисленна. Дерево, окруженное «родственниками» — деревьями, в итоге одиноко. 
У бедного дерева 

Много родственников, 

Но смерть без панихиды
Чтобы показать одинокую старость, поэт находит предельно яркие параллелизмы: 
Народ спит, а я плачу. 

Народ трудится, а я болен 

До каких пор мне так оставаться?
В  произведении поэт поднимает вопрос трагедии одиночества. Только жизнь, отданная народу, может приобрести истинный смысл — к такому выводу поэт подводит читателя.
В стихотворении «Чем прочнее гвозди» поэт славит под личную храбрость в бою: 
Чем прочнее гвозди, тем 

Служит скакуну верней

Каждая из четырех 

Крепко пригнанных подков. 

Чем подкованней скакун. 

Тем надежней он в бою.

Чем надежней конь в бою, 

Тем уверенней седок. 

Чем уверенней в бою 

На лихом коне седок, 

Тем печальнее удел 

Ждет противника его
Говоря о художественных особенностях поэзии Мунги Ахмеда, прежде всего необходимо обратить внимание на рифму. У Мунги Ахмеда встречается созвучие всех последних слов строки: 
Талла замана биччид, 

Таллаллизив ду виччид, 

ТӀуме кукле у йичид, 

Атталай йибчӀиб биччид, 

Кадабахьул кьюл биччид, 

Ттатнад гьаяхьул биччид!
Часто в его стихах рифмуются в строфе три строки. Рифма в его стихах основывается на созвучии близких по звуковому составу слов: 
ГӀялям бусун — ду висул, 

ГӀялям буццул — ду иццул.

### Печать
До сих пор имя Мунги Ахмеда было малоизвестно. Это объясняется тем, что поэт создавал свои песни на диалекте, резко отличающемся от даргинского языка. Ныне учеными кубачинский идиом рассматривался как отдельный язык.
Впервые стихи Мунги Ахмеда на русском языке в переводе Я. Козловского были опубликованы в 1960 году декакаде дагестанского искусства и литературы в Москве. В этом же году в журнале «Дружба» была напечатана небольшая статья о его жизни и творчестве. Наиболее полное освещение жизни и творчества Мунги Ахмеда описано в сборнике «Дагестанские лирики», где в переводе Я. Козловского даны 15 произведений этого оригинального поэта.